# مشکل سال ۱۰۰۰۰
مشکل سال ۱۰۰۰۰ به مشکلات مربوط به ذخیره و نمایش زمان در سال های پنج رقمی اشاره دارد. بسیاری از نرم‌افزارها و استانداردهای ارتباطی بر اساس سال میلادی چهار رقمی طراحی و راه اندازی شده اند مثل آفیس شرکت مایکروسافت که انتظار می‌رود در روز اول سال ۱۰۰۰۰ میلادی با مشکل روبرو شوند. 